# Apanteles rooibos
Apanteles rooibos är en stekelart som först beskrevs av Valerio, Whitfield och Kole 2005.  Apanteles rooibos ingår i släktet Apanteles och familjen bracksteklar. Inga underarter finns listade i Catalogue of Life.